# Trochanteria ranuncula
Trochanteria ranuncula is een spinnensoort uit de familie Trochanteriidae. De soort komt voor in Brazilië.